# Uruguayische Davis-Cup-Mannschaft
Die uruguayische Davis-Cup-Mannschaft ist die Herren-Tennisnationalmannschaft Uruguays. Der Davis Cup ist der wichtigste Wettbewerb für Nationalmannschaften im Herren-Tennis, analog zum Fed Cup bei den Damen.

## Geschichte
Seit 1931 nimmt Uruguay am Davis Cup teil. Das beste Ergebnis erzielte die Mannschaft mit der Teilnahme an drei Play-off-Spielen um den Aufstieg in die Weltgruppe, die jedoch alle verloren gingen: 1990 gegen Mexiko, 1992 gegen die Niederlande und 1994 gegen Österreich. Erfolgreichster Spieler ist Marcelo Filippini mit 42 Siegen, gleichzeitig ist er Rekordspieler mit 33 Teilnahmen.